# 달의 대기

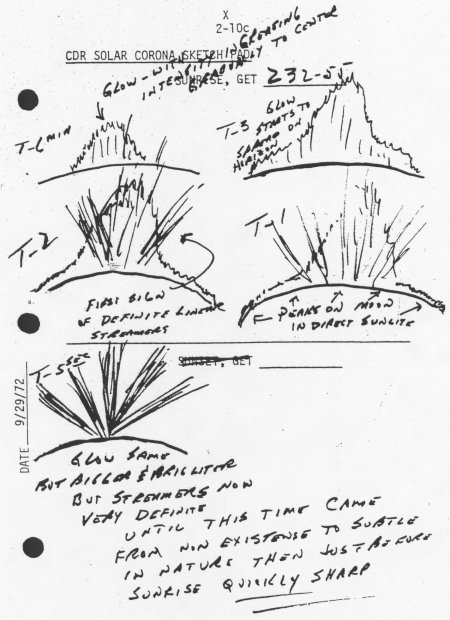
일출과 일몰 때 아폴로 승무원 대부분은 은은한 빛과 광선을 보았다고 보고하였다. 아폴로 17호에서 작성한 이 스케치에서는 틈새빛살을 묘사하였다.

달의 대기는 달을 둘러싸고 있는 매우 옅은 기체층이다. 달 주변에 존재하는 원자 및 분자 물질의 밀도는 주변 행성간 매질의 밀도와 비슷하며, 지구 등 다른 천체의 대기에 비교하면 무시할 수 있을 수준이기 때문에, 일반적으로 달은 대기가 없이 진공인 것으로 간주한다. 기압은 시시각각 변화하지만 평균적으로 3×10−15 atm (0.3 nPa)이며, 대기의 총 질량은 10톤이 채 되지 않는다. 달의 대기는 관측이 불가능할 정도로 전자기파를 적게 흡수하며, 층상 구조나 자체 순환 또한 보이지 않는다. 우주 공간으로의 대기 손실율도 높다.
달에 대기가 없음을 처음으로 주장한 사람은 1753년 루제르 요시프 보슈코비치였다.

## 기원
달의 대기의 주요 기원은 지각과 맨틀의 방사성 붕괴로 인해 방출되는 라돈 및 헬륨 기체이며, 유성진, 태양풍, 햇빛에 의한 스퍼터링 현상으로 인해서도 발생한다.

## 손실
대기의 기체는 다음과 같은 이유로 손실이 일어난다.
- 중력으로 인해 다시 레골리스화.
- 달의 탈출 속도를 넘는 속도로 운동해 달을 탈출.
- 태양의 복사압이나 태양풍에 의해 달을 탈출.

## 구성
지구의 해수면에서는 1 세제곱센티미터당 분자가 1019개 존재하는 데 비해, 달에서는 같은 부피에 106개 이하가 존재한다. 이 밀도는 국제 우주 정거장이 도는 궤도의 지구 대기의 밀도와 비슷하며, 지구 기준으로 달의 대기는 상당히 좋은 진공으로 간주할 수 있다.
달의 대기에는 나트륨과 칼륨 등, 금성, 지구, 화성의 대기에서 발견되지 않는 희귀한 원소가 존재한다. 나트륨과 칼륨은 지구에서 분광학적 방법을 사용해 밝혀내었으며, 라돈-222나 폴로늄-210 등 동위 원소는 루나 프로스펙터의 알파 입자 분광기로 발견했다. 아폴로 우주비행사가 설치한 감지기에서는 아르곤-40, 헬륨-4, 산소 및 메테인 (CH
4), 질소 (N
2) 및 일산화 탄소 (CO), 이산화 탄소 (CO
2)가 발견되었다.
현재 달의 낮 기준 달의 대기에 존재하는 원소의 양은, 1 세제곱센티미터 기준으로 다음과 같다.
- 아르곤: 20,000 ~ 100,000[8]
- 헬륨: 5,000 ~ 30,000[8]
- 네온: 20,000[8][9]
- 나트륨: 70
- 칼륨: 17
- 수소: 17 이하

## 과거의 대기
2017년 10월 미국 항공 우주국의 과학자들은 아폴로 계획에서 채취한 달의 마그마 연구 결과를 토대로, 30억~40억 년 전 약 7000만 년 정도 기간 동안 두꺼운 대기를 보유한 적이 있었다고 발표했다. 대기의 기원은 화산 활동이었으며, 두께는 현재 화성의 대기 정도였다. 과거의 대기가 생명체가 존재하기 적합했을 것이라는 주장도 있지만, 생명체의 흔적은 현재까지 발견되지 않았다. 이 과거의 대기는 태양풍에 의해 벗겨져 우주 공간으로 사라졌다.

## 같이 보기
- 수성의 대기
- 외기권
- LADEE
- 달의 나트륨 꼬리